# Berliet Tramagal
Baseado no modelo Berliet Gazelle francês, a Berliet Tramagal foi um dos veículos mais utilizados pelas forças armadas portuguesas nos anos 60 e 70, em particular na Guerra Colonial.

## História
A Berliet Gazelle foi a resposta francesa ao camiões GMC, Morris, Austin, e outros, que datando da Segunda Guerra Mundial ainda equipavam a maioria das forças armadas europeias nos anos 50/60.
Numa altura em que muitos destes países estavam envolvidos em conflitos nas suas colónias (a França na Guerra da Argélia, a Bélgica no Congo, e Portugal em plena Guerra Colonial), a necessidade de um veículo de transporte pesado, polivalente, e todo o terreno era grande.
Os técnicos da Berliet desenharam um veículo relativamente simples de produzir, robusto e de fácil manutenção, capaz de operar com fiabilidade nos terrenos e climas mais extremos.
Em 1962, a Metalúrgica Duarte Ferreira estabelece um acordo com a Berliet para montar sob licença no Tramagal sete modelos comerciais de várias gamas e capacidade de carga: o GAK, o GBK, o GLC, o GCK, o TBK, o TCK e o TFK. A produção começa em Fevereiro de 1964 e, no outono desse ano, a Berliet faz a primeira demonstração de um camião para o Exército, levando ao campo de tiro de Alcochete o seu modelo GBC-8 4x4 KT. Logo depois surge uma encomenda para 450 camiões militares GBC-8 KT 4x4, satisfeita entre junho de 1965 e fevereiro de 1966. Os camiões Berliet Tramagal, como ficam conhecidos, passam a ser usados nas três frentes da Guerra Colonial: em Angola, Moçambique e na Guiné-Bissau. Em 1968, a Berliet e a Metalúrgica Duarte Ferreira começaram a desenvolver um camião mais simple, especialmente adaptado às necessidades do Exército. A viatura é ligeiramente mais curta e possui uma frente da viatura simplificada e com ângulos mais direitos, com aberturas laterais no compartimento do motor para facilitar a sua ventilação e evitar o sobreaquecimento nas condições difíceis de África. O motor é agora um M420/30X a gasóleo com 135 cavalos de potência.
Num espaço de dez anos, entre 1964 e 1974, a linha de montagem do Tramagal entregou um total de 3.549 veículos tácticos pesados Berliet-Tramagal às Forças Armadas portuguesas, repartidos por três modelos: 1.670 camiões GBC da versão 4x4 e outros 972 da versão 6x6 e 907 exemplares GBA 6x6. Em 1976 são vendidas 134 viaturas a Angola e, três anos depois, outras 120.
No dia 11 de julho de 1972, são destruídos 15 camiões Berliet, num ataque à bomba efectuado pelas Brigadas Revolucionárias de Isabel do Carmo e Carlos Antunes, nas instalações da Metalúrgica Duarte Ferreira, na Avenida Berlim, em Lisboa. Os camiões, avaliados em 500 contos cada um, faziam parte de uma encomenda efectuada pelo Exército. Posteriormente foram encontrados mais três camiões armadilhados, nas mesmas instalações, cujos explosivos não chegaram a ser detonados.

## Características Técnicas

### Berliet Tramagal GBC 8KT CLD
- Comprimento máximo: 7.28M - Largura: 2.4M - Altura: 2.7M
- Peso vazio: 8000Kg. - Capacidade de carga 5000Kg.
- Sistema de tracção: Seis rodas motrizes
- Motor: Magik MK520 multi-combustível 5 cil 7900cc Potência: 125 cv
- Velocidade máxima: : 80 km/h
- Velocidade em terreno irregular: 35 km/h
- Tanque de combustível: 95 Litros
- Autonomia máxima: 563Km
- Guincho mecânico que tem saída para a frente e para trás do carro (o guincho encontra-se escondido, e seguir à caixa de transferências)
- Bloqueio de diferencias traseiros (põe as 4 rodas traseiras a puxar em simultâneo, a 100%)
- Estanquecidade do motor e depósito de combustível para submersão do veículo até cerca de 1,5m.
- Ângulos de ataque e saída muito elevados para um camião desta dimensão.

## Modelos

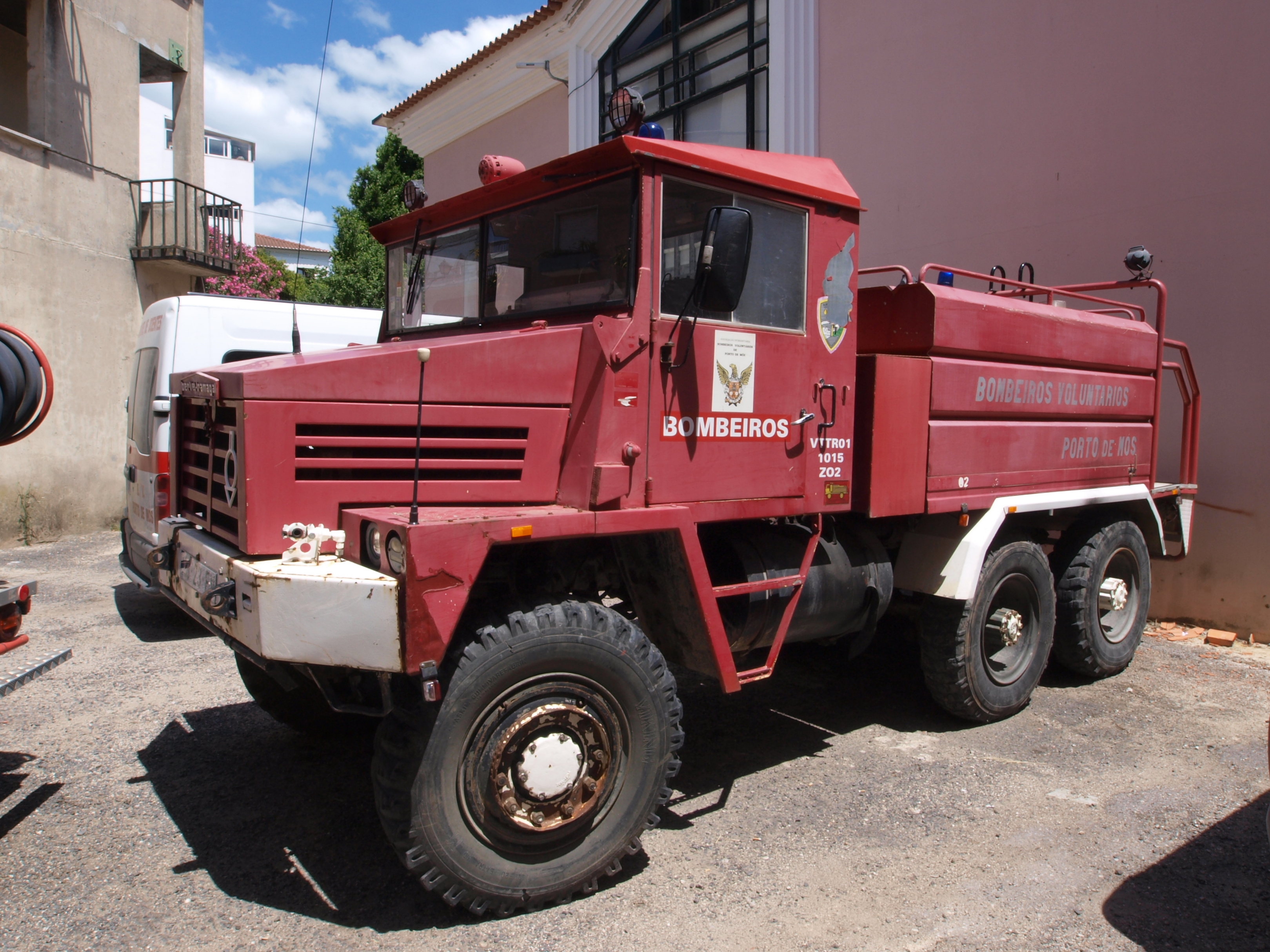
Berliet-Tramagal GBA - Bombeiros voluntários de Porto de Mós.

- Berliet Tramagal GBH
- Berliet Tramagal GBC-8KT
- Berliet Tramagal GBA